# گردآباد
گردآباد، روستایی است از توابع بخش مرکزی شهرستان ارومیه و در شهرستان ارومیه استان آذربایجان غربی ایران و دهیار آن سعید ایزد دوست و رئیس شورا ناصرحسین زاده است

## جمعیت
این روستا در دهستان نازلوی جنوبی قرار داشته و بر اساس سرشماری سال ۱۳۸۵ جمعیت آن برابر با ۵۳۷ نفر (۱۲۷ خانوار) بوده‌است.